# Honoré Petit
Honoré Petit (26 janvier 1847 - 1er décembre 1922) est un homme politique québécois. Député conservateur de Chicoutimi-Saguenay en 1892 et en 1897, élu sous la bannière libérale en 1900, 1904 et 1908, et à Chicoutimi en 1912 et en 1916.